# Josefina de Beauharnais
Josefina de Beauharnais (em francês: Marie-Josèphe-Rose de Tascher de La Pagerie; Les Trois-Îlets,  23 de junho de 1763 – Rueil-Malmaison, 29 de maio de 1814) foi Imperatriz da França de 1804 a 1810 e Rainha da Itália de 1805 a 1810, como primeira esposa de Napoleão Bonaparte, sendo, portanto, a mulher mais influente da França durante o Primeiro Império Francês.
Com a idade de quinze anos, foi para a França para casar com o Visconde de Beauharnais. Após ter dois filhos com Josefina, Alexandre foi guilhotinado em consequência dos anos de Terror, em meio a Revolução Francesa.
No ano de 1796, viúva e com dois filhos voltou a casar, dessa vez com o general Napoleão Bonaparte, que mais tarde viria a se tornar o primeiro Imperador dos Franceses. É sabido que Napoleão gostava muito dos seus filhos, ao ponto de os adotar oficialmente como seus, não permitindo que os chamassem de adotivos. Tornou-se Imperatriz dos Franceses, quando Napoleão se auto coroou na Catedral de Notre-Dame de Paris, que fora o local para executar essa cerimônia, ocasião em que retirou a coroa das mãos do Papa Pio VII, colocando ele mesmo a coroa na cabeça. Imediatamente depois, o próprio imperador coroou a sua esposa.
Hortênsia de Beauharnais, filha de Josefina se casou com Luís Bonaparte, irmão de Napoleão e Rei da Holanda (posição que conseguiu graças a Napoleão, tal como sua patente no exército anos antes). Hortênsia era contra o casamento, e só aceitou sob influência de Josefina, que temia um desentendimento familiar.
Em 1809, o imperador decidiu divorciar-se dela — Josefina teria ficado estéril, não podendo dar à França um herdeiro —, ocasião em que a imperatriz se retirou para o seu lugar preferido, o Castelo de Malmaison. Relatos históricos comprovam que Napoleão desconfiava que sua esposa o traia. Ainda que mandasse cartas desesperadas, sabedor da volúpia de Josefina, a perdoou até descobrir a infertilidade da esposa, Josefina faleceu no ano de 1814 aos 51 anos.

## Biografia

### Nascimento e primeiro casamento
Josefina nasceu em Les Trois-Îlets, uma comuna francesa do território da Martinica, e pôde desde cedo testemunhar a prosperidade econômica das fazendas de cana-de-açúcar de sua família. Entretanto, uma série de furacões pôs fim aos negócios de seu pai em 1766.
Sua tia, Edmée, era amante de François de Beauharnais, um aristocrata francês. A saúde de François, porém, deteriorou-se e Edmée propôs o casamento de sua outra sobrinha, Catherine-Désirée, com Alexandre de Beauharnais, filho de François. O casamento era apenas uma forma de Edmée herdar os bens financeiros de seu amante e erguer sua família, que há anos estava na miséria. Apesar das expectativas Catherine morreu em 1777, antes de viajar a França, e teve de ser substituída por sua irmã mais velha, Josefina.
Em 1779, Josefina mudou-se para a França com o seu pai e desposou Alexandre em 13 de dezembro de 1779 numa cerimônia privada nas redondezas de Noisy-le-Grand. O casamento não foi próspero, mas rendeu-lhes dois filhos: Eugênio e Hortênsia de Beauharnais. Seu casamento chegou ao fim em 1794, quando seu marido foi preso pelo Comitê de Salvação Pública.
Considerando que Josefina também era muito influente nos círculos da burguesia parisiense, o comitê ordenou sua prisão. Seu marido foi sentenciado a morte e morreu na guilhotina da Praça da Revolução. Josefina foi liberada alguns dias depois do ocorrido durante a queda do chamado Reino do Terror.

### Romance e casamento com Napoleão

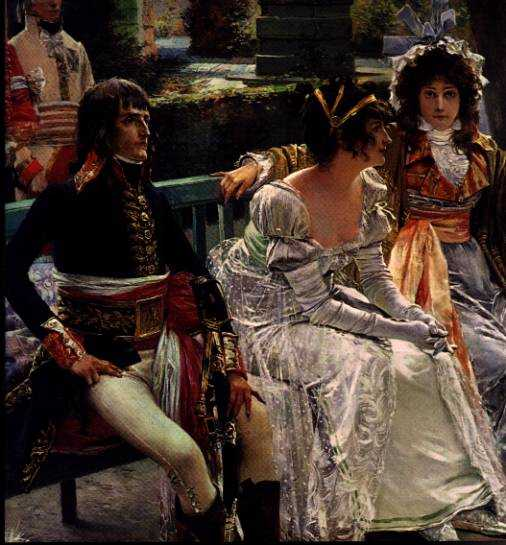
Napoleão e Josefina

A então viúva Josefina passou a relacionar-se com várias figuras da política francesa e em 1795 conheceu o general Napoleão Bonaparte, tornando-se o grande amor de sua vida. Vários políticos da época influenciaram a união dos dois.
Josefina logo caiu nas graças da burguesia e foi bem recebida nas cerimônias em que acompanhou Napoleão. A futura imperatriz foi descrita como uma verdadeira dama, sendo de "estatura mediana, cabelos sedosos, olhos castanhos e boca pequena". Foi elogiada por sua elegância, estilo e voz.
Em janeiro de 1796, Napoleão, seguindo o conselho dos amigos, pediu sua mão em casamento e a cerimônia foi realizada em 9 de março do mesmo ano. Até o casamento, Napoleão a conhecia como Rose, mas optou por chamá-la de Joséphine.
Dois dias após o casamento, Napoleão dirigiu-se à península Itálica para liderar o exército francês, mas ela aparentemente manteve-se fiel ao marido e enviou-lhe muitas cartas amorosas. Entretanto, Josefina teve um caso com o tenente hussardo Hippolyte Charles. Os rumores acerca dos encontros secretos de Josefina chegaram aos ouvidos de Napoleão. Durante a Campanha do Egito em 1798, Napoleão contraiu um romance com Pauline Bellisle Foures - esposa de um oficial subalterno - que ficou conhecida como "A Cleópatra de Napoleão". Após o caso, acredita-se que Josefina não tenha tido nenhum outro amante, mas Napoleão continuou a se encontrar com outras mulheres.

## Imperatriz dos Franceses

### Coroação

Detalhe da pintura A Coroação de Napoleão (1807), de Jacques-Louis David. Josefina é representada de joelhos em posição submissa, conforme estabelecido pelo Código Civil. Recebe a coroa das mãos de seu esposo, e não do Papa. Suas vestes são de seda, de acordo com um esboço de Jean-Francois Bony.

Pouco antes da ascensão de Napoleão, Josefina o flagrou num dos quartos do Castelo de Saint-Cloud com Elisabeth de Vaudey, sua dama-de-companhia. Após o incidente, Napoleão ameaçou por várias vezes divorciar-se de Josefina, alegando que ela não lhe daria herdeiros - já que era infértil ora por consequência de maus tratos que recebera na prisão, ora em decorrência da queda de uma bancada.
A cerimônia de coroação, presidida pelo papa Pio VII, teve lugar na Catedral de Notre Dame, em 2 de dezembro de 1804. Num ato de egocentrismo, Napoleão tomou a coroa das mãos do papa e coroou-se, em seguida colocou a coroa na cabeça de Josefina, proclamando-a sua rainha e imperatriz dos franceses.

### Hábitos da imperatriz
O relacionamento entre marido e mulher era muito abalado, apesar do amor que ambos demonstravam um pelo outro. Durante todo o seu casamento, Josefina manteve-se longe dos assuntos políticos de Napoleão, mas ambos eram vistos juntos em quase todas as cerimônias de estado, onde ocasionalmente fazia pequenos discursos. A imperatriz era conhecida por seus hábitos finos, que incluíam ler romances e fazer compras nas mais seletas lojas de Paris. Josefina também costumava cultivar flores raras e colecionar obras de arte e, até mesmo, relíquias adquiridas durante as campanhas de seu marido. A imperatriz também era obcecada por joias. Sabe-se que ela possuía uma invejável coleção de pedras preciosas em Malmaison.

## Separação e últimos momentos

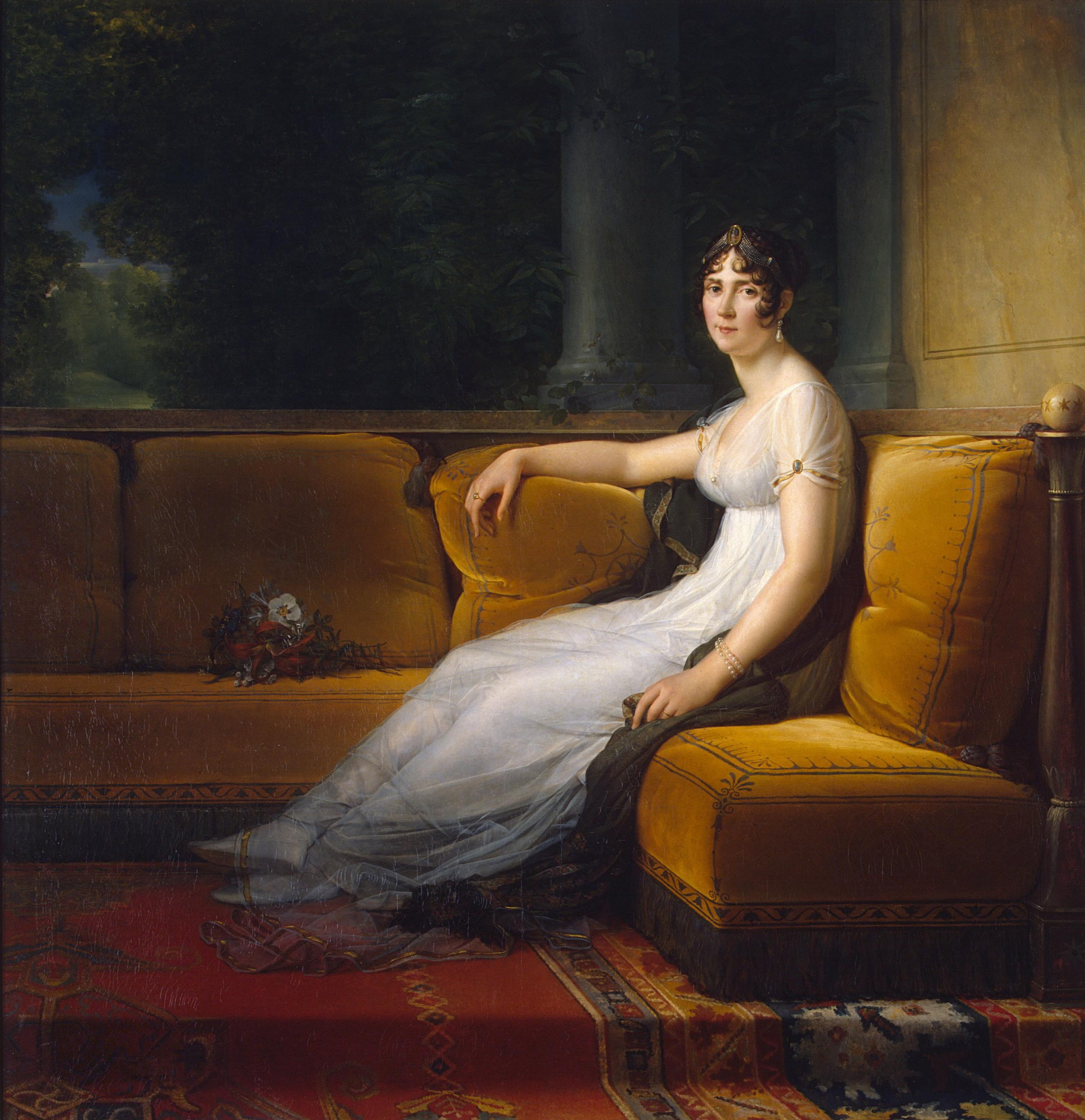
Josefina de Beauharnais
Por François Gérard, Museu do Hermitage

Após algum tempo ficou claro para o imperador que Josefina não poderia dar-lhe filhos. Então, ambos concordaram no divórcio de modo que Napoleão pudesse casar-se com outra mulher, na expectativa de ter um herdeiro. O documento de divórcio foi assinado em 10 de janeiro de 1810. Já em 11 de março, Napoleão casou-se por procuração com Maria Luísa de Áustria e a cerimônia foi realizada no Palácio do Louvre em 1 de abril.
Após o divórcio, Josefina passou a residir em Malmaison, nas redondezas de Paris, mas mesmo com a distância, a ex-imperatriz manteve um relacionamento amigável com Napoleão.
Josefina foi acometida de uma forte pneumonia, que provavelmente contraiu após acompanhar o czar Alexandre I num passeio pelos jardins de Malmaison. Josefina veio a falecer em 29 de maio de 1814. Foi sepultada na Igreja de Saint-Pierre-Saint Paul em Rueil-Malmaison, onde mais tarde seria sepultada sua filha, Hortência. Napoleão, o amor de sua vida, morreria 7 anos depois na ilha de Santa Helena, aprisionado pelas tropas britânicas.

## Anel de noivado
O anel que Napoleão usou para pedir Josefina em casamento, em janeiro de 1796, foi leiloado em Fontainebleau em 24 de março de 2013 pela casa Osenat, atingindo o valor de 730 mil euros.
A joia tem 18 milímetros de diâmetro, é de ouro e decorado com uma safira azul e um diamante.
Após o divórcio, Josefina continuou a estimar o anel de noivado, que viria a dar à sua filha, Hortênsia que mais tarde, rainha da Holanda, deixou-o, por sua vez, ao filho, Napoleão III, e à mulher deste, Eugénia, a cuja família a jóia pertencia até ao leilão de 2013.

## Descendentes
Do seu primeiro casamento com Alexandre de Beauharnais, Visconde de Beauharnais Josefina teve dois filhos: Eugênio e Hortênsia. Seu segundo casamento com Napoleão Bonaparte permaneceu sem filhos.
| Nome                           | Retrato | Nascimento            | Casamento | Morte                             |
| ------------------------------ | ------- | --------------------- | --- | --------------------------------- |
| Eugênio, Duque de Leuchtenberg |         | 3 de setembro de 1781 | Augusta da Baviera Filhos do casal - Josefina da Suécia e Noruega Eugênia de Leuchtenberg Augusto de Beauharnais Amélia do Brasil Teodolinda de Leuchtenberg Carolina de Leuchtenberg Maximiliano de Beauharnais | 21 de fevereiro de 1824 (42 anos) |
| Hortênsia de Beauharnais       |         | 10 de abril de 1783   | Luís Napoleão Bonaparte Filhos do casal - Napoleão Carlos Bonaparte, Príncipe Real Luís II da Holanda Napoleão III de França                                                                                     | 5 de outubro de 1837 (54 anos)    |

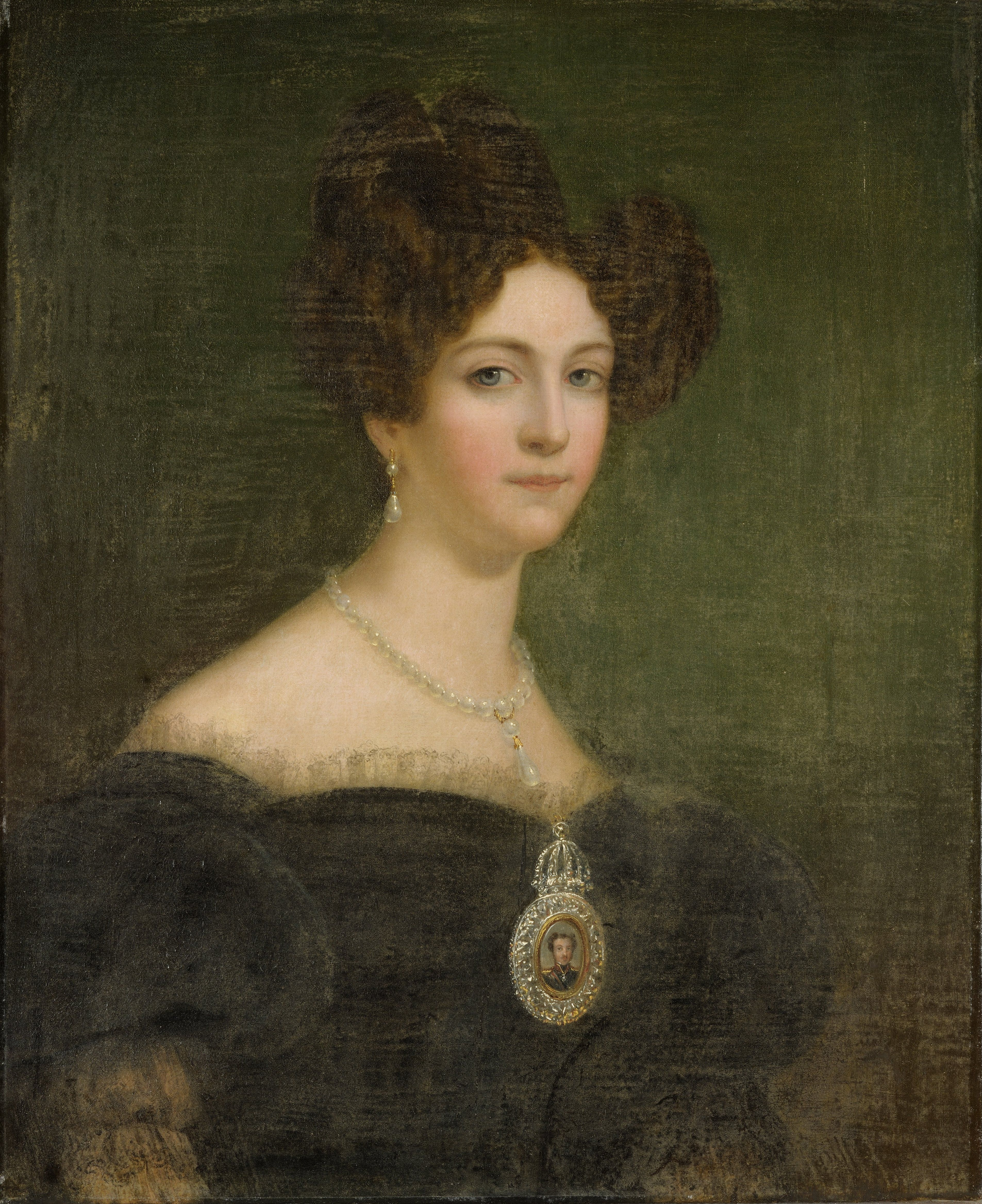
Amélia de Leuchtenberg, imperatriz consorte de Pedro I do Brasil

O filho de Hortênsia, Napoleão III, tornou-se Imperador dos Franceses. O filho de Eugênio, Maximiliano de Beauharnais, 3.° Duque de Leuchtenberg casou-se dentro da família imperial russa, foi agraciado com o estilo de Sua Alteza Imperial e fundador do ramo russo da dinastia Beauharnais, enquanto a filha de Eugênio Josefina casou-se como rei Óscar I da Suécia, o filho de Desidéria Clary, uma vez noiva Napoleão. Através dela Josefina é ancestral direta dos atuais monarcas da Bélgica, Dinamarca, Luxemburgo, Noruega e Suécia e da casa grão-ducal de Baden.
Outra das filhas de Eugênio, Amélia de Leuchtenberg, casou-se com o imperador Pedro I do Brasil no Rio de Janeiro, e tornou-se Imperatriz do Brasil, e eles tiveram apenas uma filha sobrevivente a princesa Maria Amélia do Brasil, quem foi brevemente noiva do arquiduque Maximiliano da Áustria antes de sua morte precoce.

## Árvore genealógica
|                                             |                                             |                                             |                                             |                                             |                                             | Marie Françoise Bourreau de la Chevalerie | Marie Françoise Bourreau de la Chevalerie | Marie Françoise Bourreau de la Chevalerie  | Marie Françoise Bourreau de la Chevalerie  | Marie Françoise Bourreau de la Chevalerie  | Marie Françoise Bourreau de la Chevalerie  |                                            |                                            |                                         |                                         |                                          |                                          | Gaspar-Joseph de Tascher de la Pagerie   | Gaspar-Joseph de Tascher de la Pagerie   | Gaspar-Joseph de Tascher de la Pagerie   | Gaspar-Joseph de Tascher de la Pagerie   | Gaspar-Joseph de Tascher de la Pagerie  | Gaspar-Joseph de Tascher de la Pagerie  |                                         |                                         |  |  |                                            |                                            |                                            |                                            |                                            |                                            |
|                                             |                                             |                                             |                                             |                                             |                                             | Marie Françoise Bourreau de la Chevalerie | Marie Françoise Bourreau de la Chevalerie | Marie Françoise Bourreau de la Chevalerie  | Marie Françoise Bourreau de la Chevalerie  | Marie Françoise Bourreau de la Chevalerie  | Marie Françoise Bourreau de la Chevalerie  |                                            |                                            |                                         |                                         |                                          |                                          | Gaspar-Joseph de Tascher de la Pagerie   | Gaspar-Joseph de Tascher de la Pagerie   | Gaspar-Joseph de Tascher de la Pagerie   | Gaspar-Joseph de Tascher de la Pagerie   | Gaspar-Joseph de Tascher de la Pagerie  | Gaspar-Joseph de Tascher de la Pagerie  |                                         |                                         |  |  |                                            |                                            |                                            |                                            |                                            |                                            |
|                                             |                                             |                                             |                                             |                                             |                                             |                                           |                                           |                                            |                                            |                                            |                                            |                                            |                                            |                                         |                                         |                                          |                                          |                                          |                                          |                                          |                                          |                                         |                                         |                                         |                                         |  |  |                                            |                                            |                                            |                                            |                                            |                                            |
|                                             |                                             |                                             |                                             |                                             |                                             |                                           |                                           |                                            |                                            |                                            |                                            |                                            |                                            |                                         |                                         |                                          |                                          |                                          |                                          |                                          |                                          |                                         |                                         |                                         |                                         |  |  |                                            |                                            |                                            |                                            |                                            |                                            |
|                                             |                                             |                                             |                                             | Rose-Claire Vergers de Sannois              | Rose-Claire Vergers de Sannois              | Rose-Claire Vergers de Sannois            | Rose-Claire Vergers de Sannois            | Rose-Claire Vergers de Sannois             | Rose-Claire Vergers de Sannois             |                                            |                                            | Joseph-Gaspard de Tascher de la Pagerie    | Joseph-Gaspard de Tascher de la Pagerie    | Joseph-Gaspard de Tascher de la Pagerie | Joseph-Gaspard de Tascher de la Pagerie | Joseph-Gaspard de Tascher de la Pagerie  | Joseph-Gaspard de Tascher de la Pagerie  |                                          |                                          | Marie Euphémie de Tascher de la Pagerie  | Marie Euphémie de Tascher de la Pagerie  | Marie Euphémie de Tascher de la Pagerie | Marie Euphémie de Tascher de la Pagerie | Marie Euphémie de Tascher de la Pagerie | Marie Euphémie de Tascher de la Pagerie |  |  | Robert Marguerite de Tascher de la Pagerie | Robert Marguerite de Tascher de la Pagerie | Robert Marguerite de Tascher de la Pagerie | Robert Marguerite de Tascher de la Pagerie | Robert Marguerite de Tascher de la Pagerie | Robert Marguerite de Tascher de la Pagerie |
|                                             |                                             |                                             |                                             | Rose-Claire Vergers de Sannois              | Rose-Claire Vergers de Sannois              | Rose-Claire Vergers de Sannois            | Rose-Claire Vergers de Sannois            | Rose-Claire Vergers de Sannois             | Rose-Claire Vergers de Sannois             |                                            |                                            | Joseph-Gaspard de Tascher de la Pagerie    | Joseph-Gaspard de Tascher de la Pagerie    | Joseph-Gaspard de Tascher de la Pagerie | Joseph-Gaspard de Tascher de la Pagerie | Joseph-Gaspard de Tascher de la Pagerie  | Joseph-Gaspard de Tascher de la Pagerie  |                                          |                                          | Marie Euphémie de Tascher de la Pagerie  | Marie Euphémie de Tascher de la Pagerie  | Marie Euphémie de Tascher de la Pagerie | Marie Euphémie de Tascher de la Pagerie | Marie Euphémie de Tascher de la Pagerie | Marie Euphémie de Tascher de la Pagerie |  |  | Robert Marguerite de Tascher de la Pagerie | Robert Marguerite de Tascher de la Pagerie | Robert Marguerite de Tascher de la Pagerie | Robert Marguerite de Tascher de la Pagerie | Robert Marguerite de Tascher de la Pagerie | Robert Marguerite de Tascher de la Pagerie |
|                                             |                                             |                                             |                                             |                                             |                                             |                                           |                                           |                                            |                                            |                                            |                                            |                                            |                                            |                                         |                                         |                                          |                                          |                                          |                                          |                                          |                                          |                                         |                                         |                                         |                                         |  |  |                                            |                                            |                                            |                                            |                                            |                                            |
|                                             |                                             |                                             |                                             |                                             |                                             |                                           |                                           |                                            |                                            |                                            |                                            |                                            |                                            |                                         |                                         |                                          |                                          |                                          |                                          |                                          |                                          |                                         |                                         |                                         |                                         |  |  |                                            |                                            |                                            |                                            |                                            |                                            |
| Marie Josèphe Rose de Tascher de la Pagerie | Marie Josèphe Rose de Tascher de la Pagerie | Marie Josèphe Rose de Tascher de la Pagerie | Marie Josèphe Rose de Tascher de la Pagerie | Marie Josèphe Rose de Tascher de la Pagerie | Marie Josèphe Rose de Tascher de la Pagerie |                                           |                                           | Catherine-Désirée de Tascher de la Pagerie | Catherine-Désirée de Tascher de la Pagerie | Catherine-Désirée de Tascher de la Pagerie | Catherine-Désirée de Tascher de la Pagerie | Catherine-Désirée de Tascher de la Pagerie | Catherine-Désirée de Tascher de la Pagerie |                                         |                                         | Marie Françoise de Tascher de la Pagerie | Marie Françoise de Tascher de la Pagerie | Marie Françoise de Tascher de la Pagerie | Marie Françoise de Tascher de la Pagerie | Marie Françoise de Tascher de la Pagerie | Marie Françoise de Tascher de la Pagerie |                                         |                                         |                                         |                                         |  |  |                                            |                                            |                                            |                                            |                                            |                                            |

## Títulos, estilos e honras
|  |  |  |

### Títulos e estilos
- 23 de junho de 1763 – 13 de dezembro de 1779: Mademoiselle Rose Tascher de la Pagerie
- 13 de dezembro de 1779 – 23 de julho de 1794: Madame, a Viscondessa de Beauharnais
- 23 de julho de 1794 – 9 de março de 1796: Madame, a Viscondessa-viúva de Beauharnais
- 9 de março de 1796 – 18 de maio de 1804: Madame Napoleão Bonaparte
- 18 de maio de 1804 – 26 de maio de 1805: Sua Majestade Imperial, a Imperatriz dos Franceses
- 26 de maio de 1805 – 10 de janeiro de 1810: Sua Majestade Imperial e Real, a Imperatriz dos Franceses e Rainha da Itália
- 10 de janeiro de 1810 – 9 de abril de 1810: Sua Majestade Imperial, a Imperatriz Josefina
- 9 de abril de 1810 – 29 de maio de 1814: Sua Alteza Imperial e Real, a Duquesa de Navarra

### Honras
- Espanha: 135.° Dama da Ordem da Rainha Maria Luísa - .